# Celia Imrie
Celia Imrie (ur. 15 lipca 1952 w Guildford, Surrey) – brytyjska aktorka filmowa i telewizyjna.
Znana głównie z filmów takich jak: Dziennik Bridget Jones (2001), Dziewczyny z kalendarza (2003), Poznasz przystojnego bruneta (2010) i Hotel Marigold (2012).

## Filmografia
- 2014: Ale szopka 3: Koleś, gdzie jest mój osiołek?! (Nativity 3: Dude, Where’s My Donkey?) jako Clara Keen
- 2017: Do zakochania jeden krok (Finding Your Feet) jako Bif
- 2025: Bridget Jones: Szalejąc za facetem (Bridget Jones: Mad About the Boy) jako Una Alconbury